# Öländsk pricklav
Öländsk pricklav (Arthonia anombrophila) är en lavart som beskrevs av Coppins & P. James. Öländsk pricklav ingår i släktet Arthonia och familjen Arthoniaceae.  Arten är reproducerande i Sverige. Inga underarter finns listade i Catalogue of Life.